# Joseph Franz von Allioli
Joseph Franz Allioli, född den 10 augusti 1793 i Sulzbach, död 22 maj 1873 i Augsburg, var en tysk romersk-katolsk teolog. 
Från 1838 var Allioli domprost i Augsburg. Han utarbetade där en tysk bibelöversättning med anmärkningar.